# Série de Kempner
Pour les articles homonymes, voir Kempner (homonymie).

La série de Kempner est une série obtenue à partir de la série harmonique en excluant tous les termes dont le dénominateur, exprimé en base dix, contient le chiffre 9. La somme des termes de cette série s'écrit :
 où le prime dans  {\displaystyle {\sideset {}{'}\sum _{n=1}^{\infty }}} signifie que n ne prend que les valeurs dont le développement décimal ne contient pas de 9.
Son intérêt réside dans le fait que contrairement à la série harmonique, elle converge. Ce résultat fut démontré en 1914 par Aubrey J. Kempner (en). Mais il fallut attendre la fin des années 1970 pour qu'on en détermine une valeur approchée de la somme au moyen de méthodes astucieuses, en raison de sa très lente vitesse de convergence.

## Démonstration
La preuve est élémentaire : les entiers à n chiffres ne contenant pas de 9 ont un premier chiffre compris entre 1 et 8 et les n − 1 suivants entre 0 et 8 ; il y en a donc 8(9n−1), et chacun d'eux est minoré par 10n−1, donc la série de Kempner est majorée par la série géométrique
{\displaystyle 8\sum _{n=1}^{\infty }\left({\frac {9}{10}}\right)^{n-1}=80}.
Sa somme vaut 22,92067... , voir la suite A082838 de l'OEIS.

## Généralisation
La preuve de convergence est la même en remplaçant 9 par tout autre chiffre et la base dix par toute autre base, et la généralisation à toute séquence finie de chiffres de longueur autre que 1 s'en déduit facilement.
Ainsi, si par exemple on omet le chiffre 0, on obtient la borne supérieure
{\displaystyle 9\sum _{n=1}^{\infty }\left({\frac {9}{10}}\right)^{n-1}=90},
et une convergence vers 23,10344,... voir la suite A082839 de l'OEIS.
Les valeurs approchées des sommes des séries, à la vingtième décimale, sont données dans le tableau suivant, en fonction du chiffre supprimé :
| chiffre supprimé | valeur approchée              |
| ---------------- | ----------------------------- |
| 0                | 23,103 447 909 420 541 616 03 |
| 1                | 16,176 969 528 123 444 266 58 |
| 2                | 19,257 356 532 808 072 224 53 |
| 3                | 20,569 877 950 961 230 371 08 |
| 4                | 21,327 465 799 590 036 686 64 |
| 5                | 21,834 600 812 296 918 163 41 |
| 6                | 22,205 598 159 556 091 884 17 |
| 7                | 22,493 475 311 705 945 398 18 |
| 8                | 22,726 365 402 679 370 602 83 |
| 9                | 22,920 676 619 264 150 348 16 |

## Lien avec la densité logarithmique
Ce résultat entraine que tous ces ensembles d'entiers naturels {\displaystyle A_{s}} dont l'écriture en base b ne comporte pas la séquence s ont une densité logarithmique {\displaystyle {\text{D}}_{\log }(A_{s})=\lim _{n\rightarrow \infty }{\dfrac {\sum _{k\in [1,n]\cap A_{s}}{\dfrac {1}{k}}}{{\underset {k\in [1,n]}{\sum }}{\dfrac {1}{k}}}}} nulle.